# Snöstorm

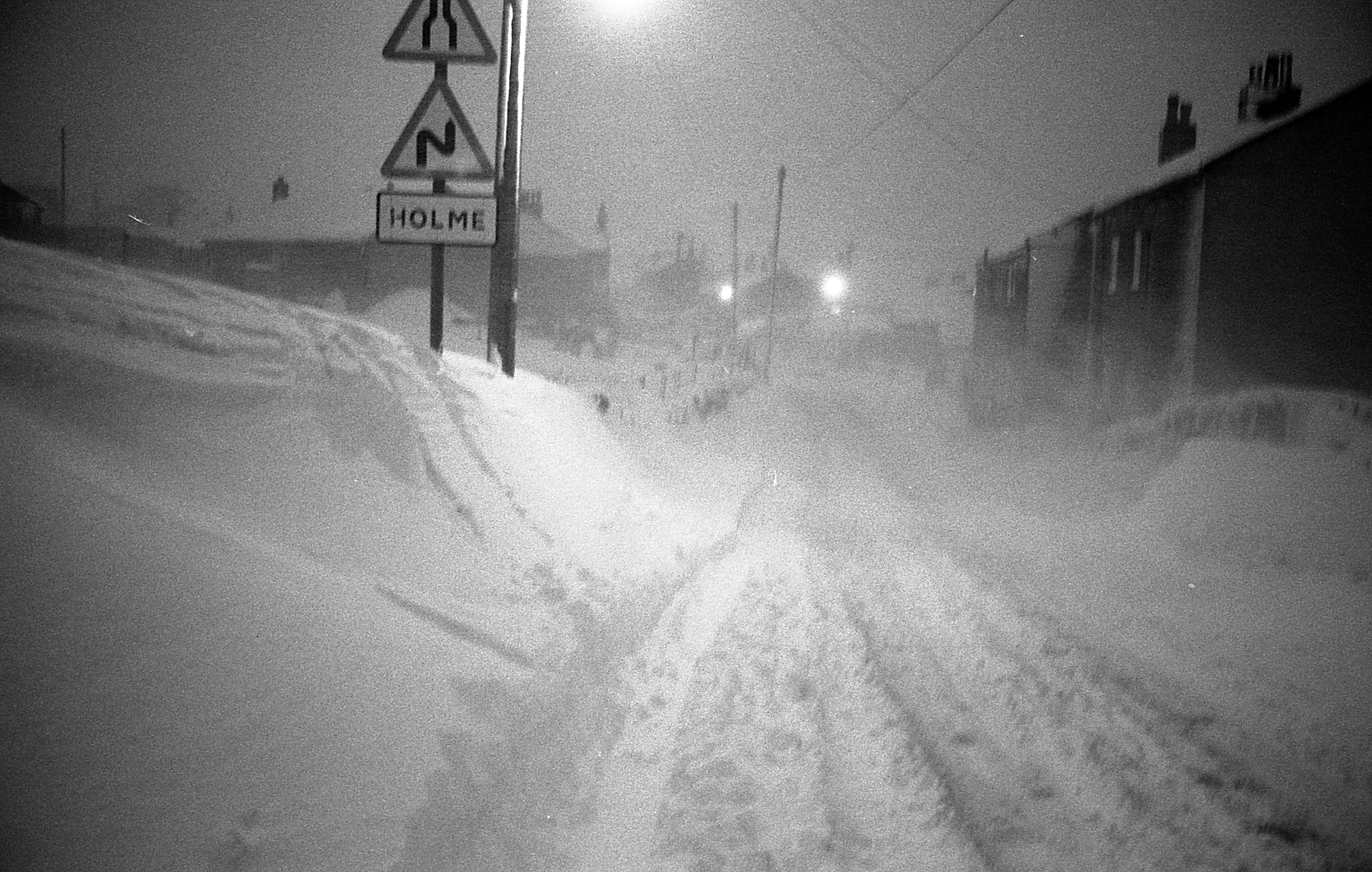
Snöstorm i Holme, West Yorkshire, Storbritannien, 1978.

Snöstorm är snöfall i samband med kraftig vind och mycket dålig sikt. Vinden behöver trots namnet inte nå ända upp till stormstyrka.
Snöstormar kan orsaka att snödrivor blockerar vägar, elavbrott och problem för kollektivtrafiken. I vissa fall, särskilt i länder som saknar beredskap, kan människor bli insnöade i sina hem samt skolor och företag tvingas stänga.
En snöstorm som är kraftig kallas i engelskspråkiga länder för blizzard medan snowstorm är mer generellt för snöoväder. Winter storm förekommer också, vilket även omfattar annan vinternederbörd än just snö, som snöblandat regn eller frysande regn.

## Snöstorm i USA
Under 5–6 februari 2010 slog snöstormen med smeknamnet "Snowmageddon" till mot den amerikanska ostkusten och flera rekord noterades. I Colesville i Maryland (förort till Washington, D.C.) uppmättes den största mängden nysnö, 102 cm. Dagarna 9–10 februari samma år drabbades östra USA av ännu en stor snöstorm, bland annat Washington, D.C., Baltimore och Philadelphia slog då sina rekord för största snöfall under en säsong.

## Snöstorm i Sverige
Särskilt i fjällen kan snöstormar vara förenade med livsfara. SMHI utfärdar vädervarningar för snö och vind.
Den så kallade "yrväderstisdagen", även kallad "urväderstisdagen", inträffade 29 januari 1850. Då fick Sverige en av landets värsta snöstormar i fredstid. Den drabbade främst nordöstra Götaland och östra Svealand, där dödssiffran uppskattas till hundratals. En anledning till den höga dödssiffran antas vara att snöstormen överraskade och att dåtidens prognos- och rapporteringsmöjligheter var mycket små.
På Öland kallas de svårare snöstormarna för fåk, eller Ölandsfåk.